# Weststernberger Kreiskleinbahn
Die Weststernberger Kreiskleinbahn war ein Eigenbetrieb des im Ostteil der Provinz Brandenburg auf dem rechten Ufer der Oder gelegenen Kreises Weststernberg mit Sitz in Reppen.
Sie begann in Kunersdorf (Kunowice) an der Hauptbahn Frankfurt (Oder) – Posen und führte in südöstlicher Richtung oderaufwärts 23 Kilometer weit bis nach Ziebingen-Sandow, wo die Bahnverwaltung ihren Sitz hatte. Bedeutsam waren die dortige Papierfabrik und Kohlengruben in der Umgebung.
Die eingleisige, normalspurige Kleinbahn wurde am 1. September 1907 eröffnet. Den Betrieb führte das Landesverkehrsamt Brandenburg.
Am 20. Februar 1939 wurde zusätzlich eine Omnibuslinie von Frankfurt an der Oder nach Ziebingen eröffnet, die mit zwei gemieteten Bussen befahren wurde.
Der Schienenverkehr wurde von den Polnischen Staatsbahnen (PKP) nach 1945 noch bis in die 1960er Jahre weitergeführt, wobei im Gegensatz zum Vorkriegsbetrieb die Züge auf der Hauptbahn von und nach Reppen weitergeführt wurden.

## Strecke
| Kilo- meter | Höhe m | Haltestelle      | Haltestelle | Bemerkung                  |
| Kilo- meter | Höhe m | deutsch          | polnisch    | Bemerkung                  |
| ----------- | ------ | ---------------- | ----------- | -------------------------- |
| 0,0         |        | Kunersdorf       | Kunowice    |                            |
| 3,9         |        | Schwetig         | Świecko     | bis 1939 Holzverladestelle |
| 6,1         |        | Reipzig          | Rybocice    |                            |
| 9,2         |        | Pulverkrug       | Rosiejewo   |                            |
| 12,0        |        | Kunitz           | Kunice      |                            |
| 12,6        |        | Aurith           | Urad        |                            |
| 15,0        |        | Matschdorf       | Maczków     |                            |
| 18,2        |        | Steinbockwerk    | Koziczyn    |                            |
| 23,2        |        | Ziebingen-Sandow | Cybinka     |                            |